# Coenagrion ornatum
L'Azzurrina balcanica (Coenagrion ornatum Selys, 1850), è una damigella della famiglia Coenagrionidae, che costituisce la controparte ecologica di C. mercuriale e C. castellani nella penisola balcanica.

## Descrizione
Simile alla congenere C. mercuriale, se ne differenzia tuttavia per la forma della macchia sul secondo segmento addominale, simile ad una testa cornuta, una lepre o un pipistrello. Il carattere principale tuttavia consiste nella dentellatura della macchia post-oculare.

## Distribuzione e habitat
Specie a distribuzione mediterranea orientale, dove sostituisce l'Azzurrina di mercurio. Presente in Europa centrale dalla Francia all'Ucraina, ma particolarmente comune nei Balcani e in Anatolia.
In Italia raggiunge il confine occidentale dell'areale, ed esistevano segnalazioni storiche per il Trentino, il Friuli Venezia Giulia e la Puglia. Recentemente è stata riscoperta proprio in ques'ultima regione, con una sola popolazione isolata.
Le larve si sviluppano in acque correnti di piccole dimensioni come ruscelli, canaletti e rigagnoli soleggiati, alimentati spesso da acque sorgive, con una netta preferenza per i substrati calcarei alcalini.

## Conservazione
La Lista rossa IUCN classifica Coenagrion castellani come specie Quasi Vulnerabile.